# 西奧 (馬里)
西奧（法語：Sio），是馬里的城鎮，位於該國中部，由莫普提區的莫普提省負責管轄，面積521平方公里，海拔高度266米，2009年人口23,948，人口密度每平方公里46人。

## 友好城市
- 法國 拉塔洛迪耶尔